# Tropoja község
Tropoja község (albán Bashkia e Tropojës), 2015 előtt Tropoja kerület (Rrethi i Tropojës) Albánia hatvanegy, Kukës megye három községének egyike a megye északnyugati részén, amelyet nyugaton Shkodra megye, északon Montenegró, északkeleten és keleten Koszovó, délkeleten a szintén Kukës megyéhez tartozó Has község, délen pedig a Drin folyó, pontosabban az azon kialakított mesterséges víztározók, a Komani-tó és a Fierzai-tó határol. Az Albán-Alpok délkeleti régiójában fekvő vidék, itt található az ország második, egyúttal a Dinári-hegység legmagasabb csúcsa, a 2694 méter magas Jezerca, de számos hegye magasodik 2000 méter fölé. A magashegységi környezetet a Valbona völgye és a Tropojai-medence töri meg, ettől délkeletre már az 1000 métert is alig meghaladó középhegységi vonulatok vezetnek át a községen kívül fekvő Krumai-medence alacsonyabban fekvő területeire. Tropoja község területe 1043 km², lakossága 20 517 fő (2011), székhelye Bajram Curri (5340 fő, 2011), másik városi jogállású települése a mindössze 913 lakosú Fierza. A 2015-ben hatályba lépett közigazgatási reform óta nyolc alközségre oszlik, ezek: Bajram Curri, Bujan, Bytyç, Fierza, Lekbibaj, Llugaj, Margegaj és Tropoja.
A keletre fekvő síkság felé nyitott vidék történelmileg Koszovóhoz tartozott, többségében iszlám vallású törzsei és szülöttei az albán nemzeti függetlenségi mozgalmak koszovói hadszínterein tevékenykedtek (Haxhi Zeka, Bajram Curri és mások). Albánia 1912-es függetlenné válását követően azonban a terület a fiatal országhoz került, Tropoja elszigetelődött korábbi piacvidékétől, a nyugati peremvidékén emelkedő magas hegyvonulatok pedig Albánia többi részétől zárták el. A kommunizmus évtizedeiben is elkerülték a nagy arányú fejlesztések: a korábbi Kolgecajt Bajram Curri néven néhány ezer lakosú várossá fejlesztették, Tropoja termelőszövetkezeti központ lett, 1978-ban pedig a Drin folyó felduzzasztásával, a Fierzai-tó kialakításával üzembe helyezték a fierzai Párt Fénye Vízerőművet. Az 1991-es rendszerváltást követően sem változott infrastrukturális helyzete, az 1990-es évek végére pedig csempészbandák és irreguláris koszovói katonák egyik fő fészke lett, ahol az albán kormány sem volt képes az akaratát érvényesíteni. A 2000-es évek elejére helyreállították a jogrendet Tropojában, és ha lassan is, de megindult a terület fejlődése, elsősorban idegenforgalmi jelentőségének köszönhetően. Hosszan tartó elzártsága és nehezen megközelíthetősége okán Tropoja legfőbb turisztikai vonzereje a szinte érintetlen természeti környezetben rejlik: itt található a Valbona-völgy Nemzeti Park, a Nikaj-mërturi Regionális Tájvédelmi Körzet, valamint a 2017 óta világörökségi védelmet élvező Gash-völgyi ősbükkös. A hagyományos népi építészetnek is számos szép példája maradt fenn községszerte, több településen állnak még az északalbánok körében a vérbosszúk idejére védelmet nyújtó erődházak, az ún. kullák.

## Fekvése és földrajza

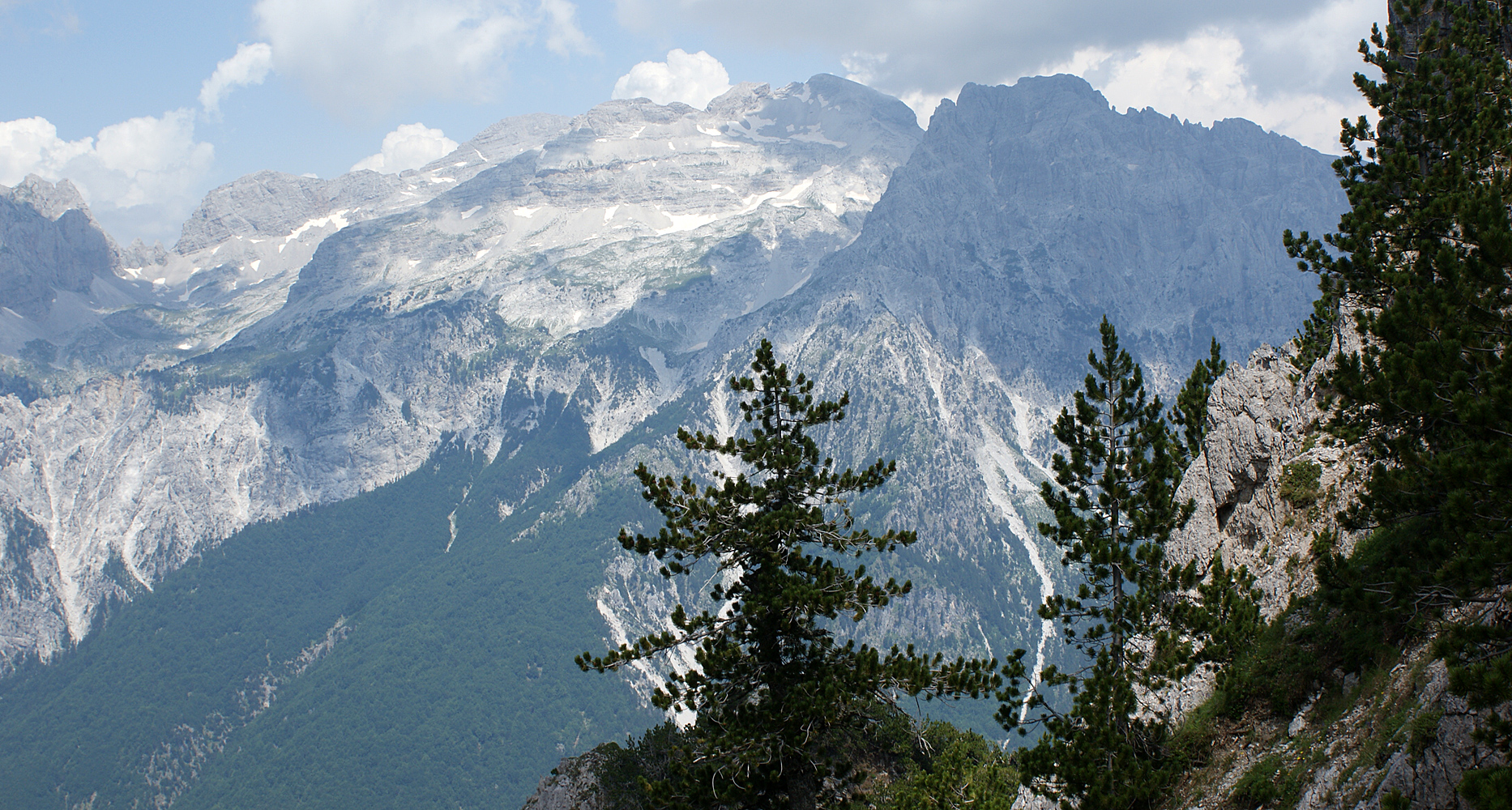
A Jezerca vidéke

Tropoja község az Albán-Alpok délkeleti vidékén fekszik, meghatározó hegyvonulatai északnyugaton, a Valbona forrásvidékén a Jezerca (2694 m), délnyugaton, a Valbona és a Drin völgye között a Hekura-hegység (Maja e Hekurave, ’Vas-hegység’, 2559 m) és a Grykat e Hapëta-hegység (Maja Grykat e Hapëta, 2625 m) dolomittömegei, valamint a Mërturi-hegység (Maja e Mërturit, 1757 m), északkeleten pedig a Shkëlzen csúcsa (2407 m). A Jezerca az ország második legmagasabb, de az albán–macedón határon fekvő, listavezető Korabbal szemben teljes egészében Albánia területén emelkedő csúcsa, egyúttal a Dinári-hegység legmagasabb pontja is. Tropoja további legmagasabb pontjai a Gryka e Hapët (2625 m, országosan 3.), a Maja e Kollatës (’Kollata-hegy’, 2556 m, 5.), a Kollata e Keqe (’Rossz-Kollata’, 2534 m, 6.), a Maja e Rosit (’Rosi-hegy’, 2524 m, 7.), a Shkëlzen (2407 m, 12.), a Maja e Thatë (’Száraz-hegy’, 2406 m, 13.) és a Maja Bogiçaj (’Bogiçaj-hegy’, 2405 m, 14.). A Tropoja nyugati és északi vidékein magasba törő hegyeket a Valbona völgye és az attól északkeletre húzódó Tropojai-medence töri meg 300–500 méteres tengerszint feletti magassággal. Ettől délkeletre, a Valbona jobb partján már csupán néhány, az 1000 méteres tengerszint feletti magaslat jelzi az alacsonyabban fekvő Krumai-medencébe való átmenetet. Legfontosabb folyója a község déli határát képező Drin folyó középső szakasza, valamint annak jobb oldali mellékfolyója, a mintegy 50 kilométer hosszú Valbona, amely teljes hosszában, forrásától a torkolatáig Tropojában folyik. A Valbonán kívül több kisebb patak fut észak–déli irányban a Drinbe (pl. Curraj). A Drinnek a tropojai községhatárral egybeeső szakaszán két felduzzasztott, mesterséges víztározó, a Komani- és a Fierzai-tó található. A Valbona völgyének felső folyásánál és a Jezerca vonulatában számos gleccsertó és tengerszem található.

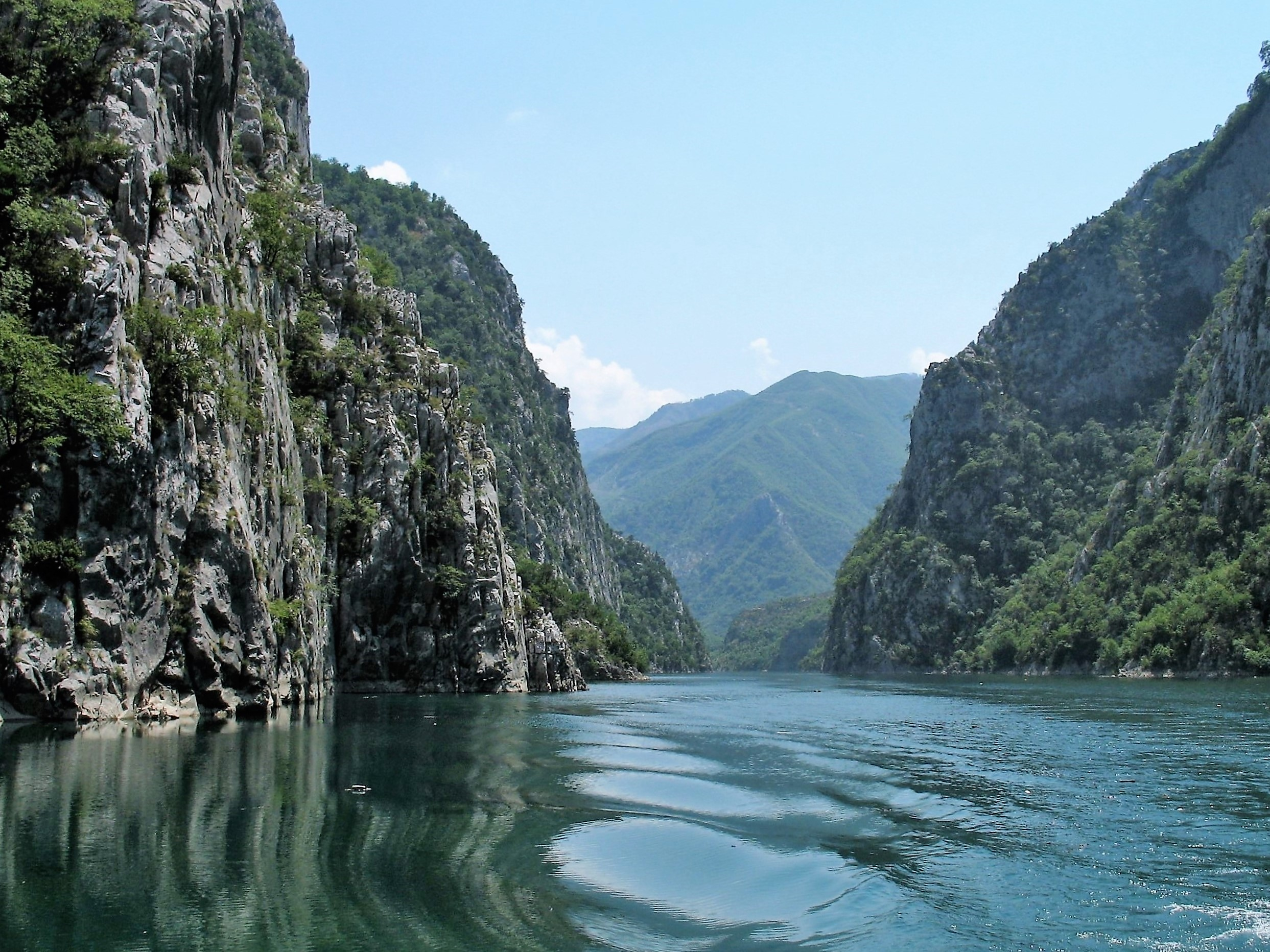
A Komani-tó vízi útja

A község nyugati és északi részének magashegységi környezete megszabja, hogy ezekből az irányokból Tropoja csupán gyalogosan közelíthető meg, azaz Shkodra vidékével és Montenegróval közvetlen közúti összeköttetése nincs. Kelet felé a Krumai-medence, déli irányba pedig a Valbona völgye, és azon keresztül a Drin teszi nyitottabbá Tropoját, de közlekedési szempontból az ország belseje felől így is csak nehézségekkel közelíthető meg. Délnyugati irányból a Komani-tó vízi útvonalán, autókat is szállító komppal lehet eljutni a község déli részén fekvő Fierzába, de a légvonalban mindössze 55 kilométerre lévő Shkodrából így is hét-nyolc órát igénybe vehet az utazás. A történelmi kapcsolatok örökségeként lényegesen jobb a város közúti összeköttetése a keletre fekvő Koszovóval, azon belül is Gjakovával, amely a Qafa e Morinësen (’Nyárfa-hágó’, nem összekeverendő a Kukës melletti, azonos nevű hágóval) át vezető SH22-es jelű főútvonalon érhető el. Ez az összeköttetés annyira jelentős, hogy a Tropoja községet Tiranával összekötő minibuszjáratok is Koszovó felől közelítik meg a régiót, különösen amióta a 2009-ben átadott Durrës–Kukës–Morina-autópálya lényegesen megkönnyíti Kukës elérhetőségét. A megye délkeleti részeivel, a Kukës megyeszékhellyel való összeköttetést a Krumát átszelő SH23-as főút biztosítja. A község délről való megközelíthetősége valamelyest nehézkesebb, a Fushë-Arrëz régiójából induló SH22-es út Fierzánál lép Tropoja község területére. A község belső közúthálózatát a már említett útvonalak adják: a Fierza–Bujan–Bajram Curri–Tropoja–Qafa e Morinës[–Koszovó] útvonalat követő SH22-es mellett a Has község felől Bytyç és Llugaj érintésével a Tropoja közelében az előbbibe csatlakozó SH23-as út. Ezeken túl csak számozatlan, változatos minőségű aszfaltutak vezetnek a Valbona felső völgyén át Margegajba vagy a délkeleti Lekbibajba.

## Közigazgatása
Az 1953-ban megalapított Kukës megyét (Qarku i Kukës) 1958-ban osztották további kerületekre, ekkor született meg a komunákra (’község’) osztott Tropoja kerület (Rrethi i Tropojës) is. A 2015-ben hatályba lépett közigazgatási reform eredményeként a kerületeket átszervezték és új megnevezésük bashkia lett (magyarul ’község, önkormányzat, törvényhatóság’), azóta Tropoja község (Bashkia e Tropojës) a korábbi kerület hivatalos megnevezése. Ezzel párhuzamosan a korábbi komunákat alközségekké szervezték át (njësia administrative, tkp. ’közigazgatási egység’). Ennek eredményeként 2015 óta Tropoja község közigazgatási beosztása a következő.
| Tropoja község alközségei és települései Községszékhely: Bajram Curri | Tropoja község alközségei és települései Községszékhely: Bajram Curri | Tropoja község alközségei és települései Községszékhely: Bajram Curri | Tropoja község alközségei és települései Községszékhely: Bajram Curri                                                                |
| Alközség                                                              | Alközségi központ                                                     | Népesség (2011)                                                       | Települések |
| --------------------------------------------------------------------- | --------------------------------------------------------------------- | --------------------------------------------------------------------- | --- |
| Bajram Curri alközség                                                 | Bajram Curri                                                          | 5340 fő                                                               | Bajram Curri |
| Bujan alközség                                                        | Bujan                                                                 | 2550 fő                                                               | Bllata, Bujan, Dojan, Grija, Grija e Re, Lëkurtaj, Markaj, Rosuja, Selimaj                                                           |
| Bytyç alközség                                                        | Pac                                                                   | 1563 fő                                                               | Berisha, Bytyç, Çorraj-Veliç, Kam, Kepenek, Leniq, Masha, Pac, Prush, Visoça, Vlad, Zherka, Zogaj                                    |
| Fierza alközség                                                       | Fierza                                                                | 1607 fő                                                               | Breglum, Dega, Dushaj, Fierza, Tpla                                                                                                  |
| Lekbibaj alközség                                                     | Lekbibaj                                                              | 1207 fő                                                               | Bëtosha, Brisa, Curraj i Poshtëm, Curraj i Sipërm, Gjonpepaj, Lekbibaj, Palç, Peraj, Qereç-Mulaj, Salca, Shëngjergj, Tetaj           |
| Llugaj alközség                                                       | Llugaj                                                                | 1787 fő                                                               | Bukova, Jaho Salihi, Llugaj, Luzha, Rragam, Rrëzë-Mal                                                                                |
| Margegaj alközség                                                     | Margegaj                                                              | 2346 fő                                                               | Bradoshnica, Çerem, Dragobia, Fushë-Luma, Koçanaj, Margegaj, Paqeja, Rragam, Shoshan, Valbona                                        |
| Tropoja alközség                                                      | Tropoja                                                               | 4117 fő                                                               | Asta, Babina, Begaj, Buçaj, Gegaj, Kasaj, Kërrnaja, Kojel, Kovaç, Myhejan, Papaj, Shkëlzen, Shumicë-Ahmataj, Sopot, Tropoja, Viçidol |

## Története

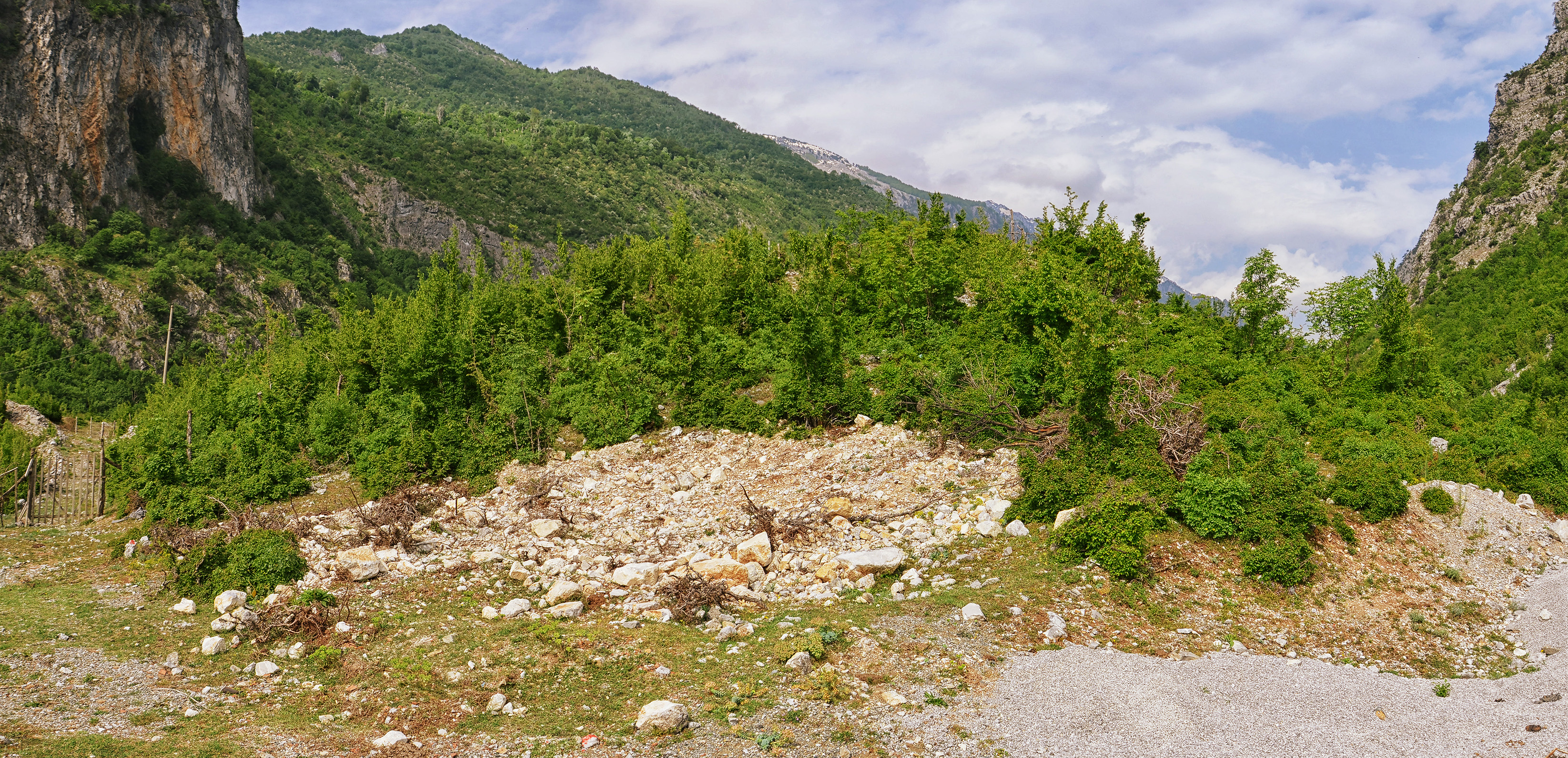
Ókori erőd helyszíne Shoshan nyugati határában

A terület benépesedésére vonatkozó legkorábbi adatok a vaskor elejéről ismertek: Bujannál tizenkét korabeli halomsírt tártak fel a régészek. Az i. e. 1. évezred második felében a dardánok szállásterületének nyugati végpontja volt a régió. A római korban a Scodra vidékét a Drin völgyén keresztül Dardaniával összekötő út erődrendszeréből több a mai Tropoja község területére esett: ilyen erődítésmaradványok ismertek Shoshan, Kam közeléből, a római út egyes maradványait pedig Fierza közelében tárták fel.
A mai Tropoja község helyén a 19–20. század fordulóján több északalbán törzs szállásterülete feküdt: nyugati részén a krasniqik (ma Margegaj, Bajram Curri, Llugaj, Bujan, Fierza), délnyugaton a nikajik (Margegaj, Lekbibaj) és a mërturik (Lekbibaj, Fierza), északkeleten a gashik (Tropoja), délkeleten pedig a bytyçik (Bytyç, Llugaj) területei húzódtak. A térség lakossága hagyományosan muzulmán felekezetű volt, egyedül a délkeleti peremvidéken, Shëngjergj és Tetaj (Lekbibaj) vidékén éltek római katolikusok. Az évszázadok során mindvégig meglehetősen elzárt, nehezen megközelíthető területnek számított, amelynek jellemzően állattartással foglalkozó lakossága a keletre elterülő koszovói piacvidék városaival, különösen Gjakovával tartott fenn kapcsolatot. Az 1912-ben függetlenné vált Albánia 1913-ban megrajzolt határai (londoni egyezmény) véget vetettek ennek a szerves kapcsolatnak, és a vidék elszigeteltsége megnövekedett. A korábban gyakorlatilag Koszovóhoz sorolt terület a 20. század során gyakori viszálykodások tárgya volt Jugoszlávia és Albánia között.

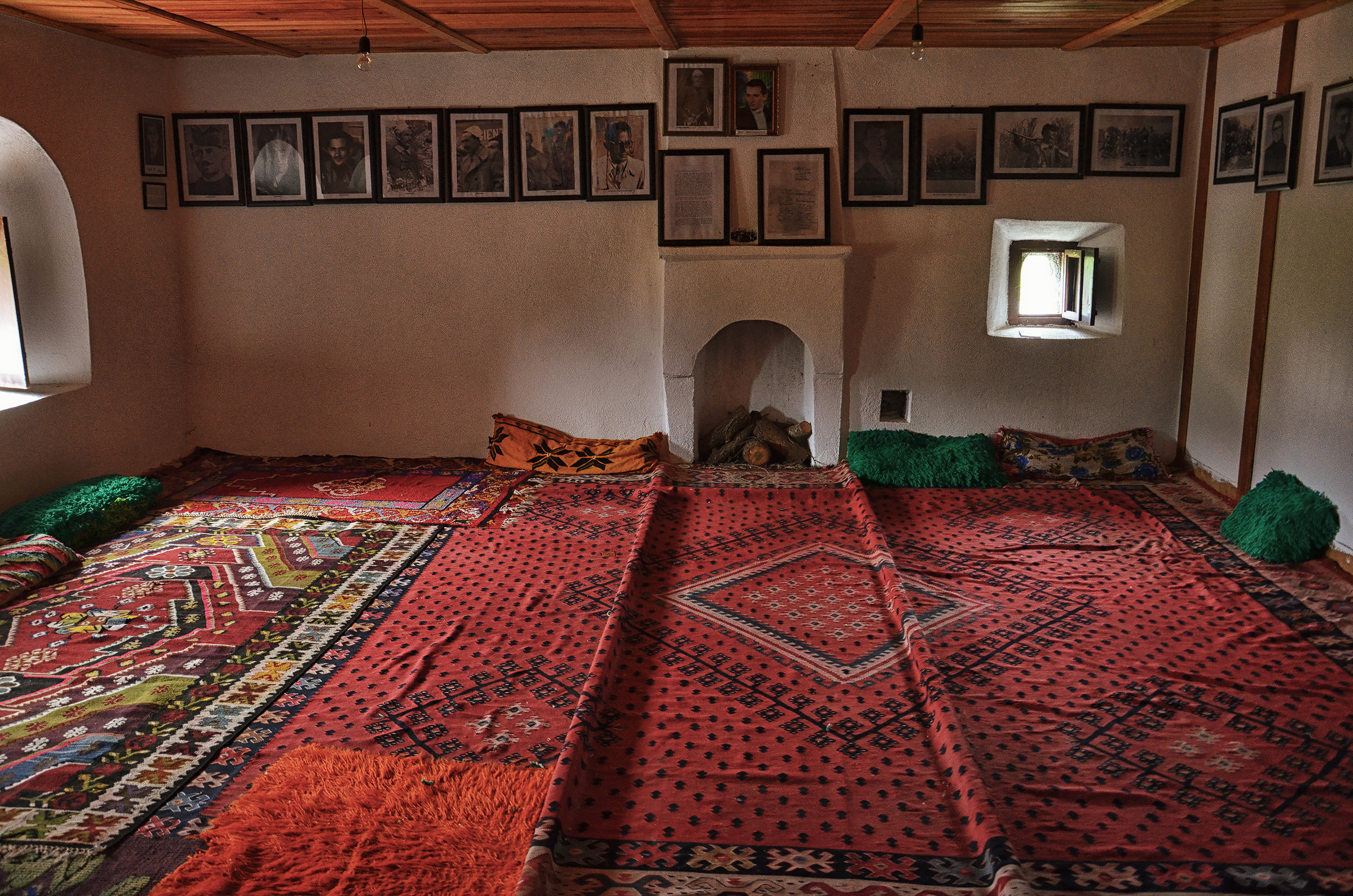
Az 1943–1944-es bujani konferenciának otthont adó Mani-kulla vendégfogadó szobája a résztvevők portréival

A környék szülötte Bajram Curri az Ahmet Zogu kormányát 1924-ben elkergető júniusi forradalom támogatója a forradalommal hatalomra került Noli-kormány leverését követően itt, ősei lakhelyén, egy Dragobia melletti barlangban bujdosott. Zogu csapatai azonban felderítették búvóhelyét, és az 1925. március 29-én kialakult tűzharcban Curri két fiával együtt életét vesztette. A második világháború során a kommunisták 1942-ben Bytyçben szervezték meg a megszállók ellen harcoló helyi alakulataikat. 1943. december 31-e és 1944. január 2-a között Bujanban, albán és jugoszláv kommunisták részvételével szerveződött meg a Koszovó és Metohija Nemzeti Felszabadítási Tanácsa, amelynek célja a német megszállás alatt álló Koszovó és Albánia felszabadítása, majd egyesítése volt. Ugyancsak 1944 januárjában a brit Special Operations Executive is megkísérelt Tropojában a német megszállók ellen harcoló fegyveres sejteket szervezni, de nem jártak sikerrel. 1944 közepére a vidék a Gani Kryeziu vezette, a nácik és a kommunisták ellen egyaránt küzdő irreguláris csapatok egyik felvonulási területe volt. Kryeziu sikeresen harcolt a német megszállók ellen, mígnem 1944 szeptemberében albán kommunista partizánok kezére került.
A kommunizmus éveiben Kolgecajt fejlesztették a kerület adminisztratív központjává, amely 1952-ben felvette a közeli Dragobiánál 1925-ben tragikus véget ért Bajram Curri nevét. A kerület mezőgazdasági központjában, Tropojában termelőszövetkezeti központot alakítottak ki kisebb élelmiszeripari üzemekkel. A tropojai aszalt szilva a korszak kedvelt csemegéje volt Albánia-szerte, de a vidék nevezetes volt alma- és körtetermesztéséről is. A keleti peremvidék ásványkincsekben is bővelkedik, Kam és Kemenik (Bítyç) környékén már a második világháború éveiben üzemeltek krómbányák. 1971-ben kínai segítséggel indult meg a Fierza melletti duzzasztógát építése, ezzel a mesterséges Fierzai-tó kialakítása. A Párt Fénye Vízerőművet 1978-ban helyezték üzembe, 1986-tól pedig már teljes kapacitásban üzemelt.
Az 1991-es rendszerváltás után, különösen az 1990-es évek második felében rossz híre volt a városnak és tágabb környezetének. A rendszerváltást követően a régió infrastrukturálisan továbbra is elmaradott volt, és az erőforráshiány leküzdésében az sem segített, hogy a tropojai születésű Sali Berisha volt az ország miniszterelnöke. A helyzetet tovább súlyosbította a Jugoszlávia elleni szankciók bevezetése, ami egyúttal melegágya is lett a szervezett csempészés különféle formáinak. Az albániai piramisjáték-válság nyomán 1997-ben kitört országos zavargások és Sali Berisha kormányának bukása után, 1997 nyarán Fatmir Haklaj, az addig főként csempészéssel foglalkozó helyi bűnszövetkezet feje lett Tropoja rendőrfőkapitánya. Irányítása alatt anarchikus viszonyok jellemezték a kerületet, ahova a kormányzat ellenőrzése sem terjedt ki, és külföldieknek, de albánoknak sem volt ajánlatos a belépés. Haklaj 1998 szeptemberében részt vett Azem Hajdari, az albán nemzetgyűlés demokrata párti képviselőjének meggyilkolásában, és 1999 novemberében maga is erőszakos halált halt. Ugyanezekben az években tört ki a koszovói válság, és miután 1998 májusában a jugoszláv hadsereg és a szerb rendőrség megindította támadását a nyugat-koszovói albán települések ellen, 45 ezer ember hagyta el az otthonát, hogy albán és macedón területre meneküljön. Albániában Tropoja kerülete szenvedte el a legnagyobb nyomást, megtelt koszovói menekültekkel és a Koszovói Felszabadítási Hadsereg irreguláris harcosaival. A kaotikus állapotok hírhedt szimbóluma volt Tropoja falu piaca, ahol a burgonya mellett fegyvereket, géppuskákat és gránátvetőket is árultak. A 2000-es évek elején a kormányzat helyreállította a jogrendet, a helyzet konszolidálódott és azóta az ország északkeleti vidéke is biztonsági kockázatok nélkül látogatható. Bár Tropoja idegenforgalma feltörekvőben van, az ezredfordulót követően nagy arányú elvándorlás sújtotta a vidéket: 2000-ben Tropoja kerület lakossága még 42 ezer fő volt, a népességszám 2004-ig 28 ezerre, 2011-ig pedig 20 ezerre csökkent.

## Nevezetességei
A község fő idegenforgalmi vonzerejét elzártságából fakadóan jóformán érintetlen természeti kincsei, az Albán-Alpok hegyvonulatai adják. A 2000 métert meghaladó hegyek közé zárt Valbona völgyének felső szakaszán találhatóak a Valbona-völgy Nemzeti Park szurdokvölgyei, vízesései, tavai, tengerszemei és alpesi rétjei, ettől délre húzódik a 2008-ban alapított Nikaj-mërturi Regionális Tájvédelmi Körzet változatos ökoszisztéműjú magashegységi környezete. 2017 óta a Kárpátok és más európai régiók ősbükkösei elnevezésű természeti világörökség egyik helyszíne a Gash-völgyi ősbükkös 1261 hektáros területe. A régió ókori múltját idézik fel a kora vaskori bujani halomsírok, Rosuja illír erődítése, a Breg-Lum, Bujan és Shoshan melletti római kori erődromok. Több településen állnak még az északalbánok körében a vérbosszúk idejére védelmet nyújtó erődházak, az ún. kullák szép, műemléki védelmet élvező példái: Koçanaj, Shoshan (Margegaj), Bujan (Bujan), Babina, Papaj (Tropoja), Curraj i Sipërm (Lekbibaj). Bár a különféle szúfi dervisrendek főként Dél-Albániában voltak népszerűek, több derviskolostor (tekke) áll a község területén, így például Luzhában halveti (Llugaj), Buçajban (Tropoja) pedig rufai tekke áll, de a szádik jelenlétéről is ismertek adatok. A község székhelye, Bajram Curri és másik városa, Fierza a kommunista korszakban épültek ki, kevés látnivalót nyújtanak. Bajram Curri jelképe a városnak nevet adó népfelkelő nagy méretű szocialista realista szobra.
- A Valbona folyó a Valbona-völgy Nemzeti Park területén
- Út a Valbona völgyében, háttérben a Kollata-heggyel
- Valbona-völgyi részlet
- A Nikaj-mërturi Regionális Tájvédelmi Körzet
- A bujani Sokoli-kulla
- A papaji Demaj-kulla
- A dragobiai öregmecset
- A shoshani Curri-vízimalom

### Nevezetes tropojaiak
- Shoshan szülötte Haxhi Zeka(wd) (1832–1902), az albán nemzeti eszmélés korszakának koszovói harcosa.[40]
- Fangban született Mic Sokoli(wd) (1839–1881) függetlenségi harcos.[41]
- Koçanajból származott az albán függetlenség koszovói élharcosának, Bajram Currinak a családja. A júniusi forradalom idején Curri itt, ősei szülőföldjén bujdosott, és 1925 márciusában élete Dragobiánál ért tragikus véget.[42]
- Az egykori Kolcegajban (ma Bajram Curri) élt Asim Vokshi(wd) (1909–1937) a spanyol polgárháborúban is harcolt katonatiszt, akinek mellszobor állít emléket.[43]
- Tropoja kerületben született Mehmet Elezi(wd) (1949) újságíró, író.[44]
- Tropojai származású Elez Biberaj(wd) (1952) amerikai albán politológus.[45]
- A tropojai hármak fontos szerepet játszottak a rendszerváltás folyamatában. Az 1990–1991-es tiranai események során egymás mellé sodródott tropojai hármak fontos szerepet játszottak a rendszerváltás folyamatában:[46]
  - Viçidolban született Sali Berisha (1944) albán orvos, kardiológus, a rendszerváltás után demokrata párti politikus, több ízben az ország miniszterelnöke, illetve köztársasági elnöke.[47]
  - Bajram Curriban született Besnik Mustafaj(wd) (1958) diplomata, író és költő, 2005 és 2007 között Albánia külügyminisztere.[48]
  - Ugyancsak Bajram Curri szülötte Azem Hajdari (1963–1998) politikus, az albán rendszerváltás diákmozgalmainak jeles alakja, 1991-től 1998-as meggyilkolásáig a demokrata párt parlamenti képviselője.[49]